# جمال بن شرقي
جمال بن شرقي (7 ديسمبر 1981 بوادي الفضة في الجزائر - ) هو لاعب كرة قدم جزائري في مركز الدفاع. لعب مع أهلي برج بوعريريج واتحاد عنابة وجمعية الخروب وشباب بلوزداد ونادي بارادو ووداد تلمسان والنجم الرياضي لمدينة القليعة.